# Historie z sąsiedztwa
Historie z sąsiedztwa – pierwszy album zespołu Płomień 81 po reaktywacji, trzeci w ogóle. Został wydany w 2005 roku przez wytwórnię Konkret Promo w dystrybucji firmy Fonografika. Stroną muzyczną płyty zajęli się Scoop, Zjawin, Kociołek, Ośka, Klimson oraz Rx.
Nagrania dotarły do 8. miejsca listy OLiS.

## Lista utworów
| #  | Tytuł                      | Gościnnie | Producent | Czas |
| -- | -------------------------- | --------- | --------- | ---- |
| 1  | "Kiedy słońce wstaje"      |           | Scoop     | 4:00 |
| 2  | "Kolejny raz"              |           | Klimson   | 2:50 |
| 3  | "Mój dom"                  |           | Rx        | 3:39 |
| 4  | "Powiedz na osiedlu"       |           | Kociołek  | 3:14 |
| 5  | "Niespełniony sen"         |           | Scoop     | 4:01 |
| 6  | "Odwaga"                   |           | Zjawin    | 3:38 |
| 7  | "WWA"                      |           | Scoop     | 4:31 |
| 8  | "30 stopni w cieniu bloku" |           | Scoop     | 3:34 |
| 9  | "Jestem przeciw"           |           | Scoop     | 4:08 |
| 10 | "Trudno mnie kochać"       | A2A       | Scoop     | 3:50 |
| 11 | "Co jest?"                 | Nowator   | Klimson   | 3:09 |
| 12 | "Przejażdżka"              |           | O$ka      | 4:26 |
| 13 | "Tekst"                    |           | Scoop     | 3:22 |
| 14 | "Na podwórko i do klubu"   |           | Klimson   | 3:26 |
| 15 | "To nie tak"               | A2A       | Scoop     | 3:59 |
| 16 | "Odwaga (Zjawin Remix)"    |           | Zjawin    | 4:27 |
| 17 | "Co jest? (Scoop Remix)"   | Nowator   | Scoop     | 3:37 |